# Limnephilus ctenifer
Limnephilus ctenifer là một loài Trichoptera trong họ Limnephilidae. Chúng phân bố ở miền Tân bắc.